# Realicó (departement)
Realicó is een departement in de Argentijnse provincie La Pampa. Het departement (Spaans: departamento) heeft een oppervlakte van 2.450 km² en telt 15.302 inwoners.

## Plaatsen in departement Realicó
- Adolfo Van Praet
- Alta Italia
- Damián Maisonave
- Embajador Martini
- Falucho
- Ingeniero Luiggi
- Ojeda
- Realicó